# Aichen
Aichen es un municipio situado en el distrito de Gunzburgo, en el estado federado de Baviera (Alemania), con una población a finales de 2016 de unos 1135 habitantes.
Se encuentra ubicado al oeste del estado, en la región de Suabia, a poca distancia de la frontera con el estado de Baden-Wurtemberg y al sur del río Danubio.